# Geospiza difficilis
Il fringuello terricolo beccotagliente (Geospiza difficilis Sharpe, 1888) è un uccello della famiglia Thraupidae, endemico delle isole Galápagos in Ecuador.

## Sistematica
Sono note le seguenti sottospecie:
- Geospiza difficilis difficilis Sharpe, 1888
- Geospiza difficilis debilirostris Ridgway, 1894